# 哈肯薩克 (明尼蘇達州)
哈肯薩克（英語：Hackensack）是一個位於美國明尼蘇達州卡斯縣的城市。

## 人口
根據2020年美國人口普查的數據，哈肯薩克的面積為2.67平方千米，當中陸地面積為2.64平方千米，而水域面積為0.02平方千米。當地共有人口294人，而人口密度為每平方千米110人。